# Gle Batee Pohit
Gle Batee Pohit är ett berg i Indonesien.   Det ligger i provinsen Aceh, i den västra delen av landet, 1 800 km nordväst om huvudstaden Jakarta. Toppen på Gle Batee Pohit är 364 meter över havet.
Terrängen runt Gle Batee Pohit är huvudsakligen lite kuperad.Runt Gle Batee Pohit är det glesbefolkat, med 14 invånare per kvadratkilometer. I omgivningarna runt Gle Batee Pohit växer i huvudsak städsegrön lövskog.